# ملك جزر سليمان
ملك جزر سليمان نظام الحكم في جزر سليمان يكون فيه الملك الوراثي هو الحاكم ورئيس الدولة في جزر سليمان. الملك ورئيس الدولة منذ 8 سبتمبر 2022 هو الملك تشارلز الثالث. باعتباره صاحب السيادة، فهو التجسيد الشخصي لتاج جزر سليمان. على الرغم من أن شخص الملك مشترك بالتساوي مع 14 دولة مستقلة أخرى داخل الكومنولث الدولي، فإن الملكية في كل دولة منفصلة ومتميزة قانونيا. ونتيجة لذلك، يحمل الملك الحالي رسميا لقب ملك جزر سليمان، وبهذه الصفة، يتولى هو وأعضاء آخرون من العائلة المالكة مهام عامة وخاصة محليا وخارجيا كممثلين لجزر سليمان. ومع ذلك، فإن الملك هو العضو الوحيد في العائلة المالكة الذي يتمتع بأي دور دستوري.
تقع كافة السلطات التنفيذية على عاتق الملك، ويتطلب الأمر موافقة ملكية حتى يتمكن البرلمان الوطني في جزر سليمان من سن القوانين وحتى يكون لبراءات الاختراع والأوامر الصادرة عن المجلس أثر قانوني. لكن سلطة هذه الأعمال تنبع من شعب البلاد، الذي يتمتع بالسيادة، والمشاركة المباشرة للملك في أي من مجالات الحكم هذه محدودة. يتم ممارسة معظم الصلاحيات من قبل أعضاء البرلمان المنتخبين، ووزراء التاج الذين يتم اختيارهم عمومًا من بينهم، والقضاة وقضاة الصلح. يعمل التاج اليوم بشكل أساسي كضامن للحكم المستمر والمستقر وضمانة غير حزبية ضد إساءة استخدام السلطة. في حين أن بعض الصلاحيات لا يمارسها إلا الملك، فإن معظم واجبات الملك التشغيلية والاحتفالية يمارسها ممثله، الحاكم العام لجزر سليمان.

## التاريخ
في عام 1884، ضمت ألمانيا شمال شرق غينيا الجديدة وأرخبيل بسمارك، وفي عام 1886 وسعت نطاق حكمها ليشمل جزر سليمان الشمالية. في عام 1886، أكدت ألمانيا وبريطانيا هذا الترتيب، حيث حصلت بريطانيا على "منطقة نفوذ" على جزر سليمان الجنوبية. أُعلنت جزر سليمان محمية بريطانية في عام 1893، وكان ذلك جزئياً رداً على الانتهاكات المرتبطة بتجنيد العمالة، وجزئياً لتنظيم الاتصالات بين سكان الجزر والمستوطنين الأوروبيين، ولكن بشكل رئيسي لمنع تهديد الضم من قبل فرنسا. بدأ الحكم الاستعماري في عام 1896. خلال الحرب العالمية الثانية، شهدت حملة جزر سليمان (1942-1945) قتالًا عنيفًا بين الولايات المتحدة وقوات الكومنولث البريطاني وإمبراطورية اليابان، بما في ذلك معركة غوادالكانال. بعد الحرب، أصبحت هونيارا في غوادالكانال العاصمة الجديدة، لتحل محل تولاجي. وبعد ذلك، انطلقت جزر سليمان على طريق التطور الدستوري وإنهاء الاستعمار.
تم إنشاء المجالس التنفيذية والتشريعية المعينة في عام 1960، مع إدخال درجة من التمثيل المنتخب لجزر سليمان في عام 1964 ثم تم تمديدها في عام 1967. تم وضع دستور جديد في عام 1970 والذي دمج المجلسين في واحد، على الرغم من أن الحاكم البريطاني لا يزال يحتفظ بصلاحيات واسعة النطاق. أدى الدستور الجديد في عام 1974 إلى تقليص الكثير من صلاحيات الحاكم المتبقية وإنشاء منصب رئيس الوزراء، مع الحكم الذاتي الكامل للمنطقة الذي تحقق في عام 1976.
كان مشروع الدستور الأصلي لجزر سليمان الذي أقرته الجمعية التشريعية في مارس/آذار 1977 ينص على أن تصبح البلاد جمهورية بعد عام واحد من الاستقلال، ما لم تصوت أغلبية الثلثين في البرلمان الوطني على الاحتفاظ بالنظام الملكي. وبعد الفترة الانتقالية، أصبح الحاكم العام في ذلك الوقت هو الرئيس الافتتاحي للجمهورية الجديدة. عارض المسؤولون البريطانيون هذه الصيغة على أساس أنها معقدة للغاية وأن جزر سليمان يجب أن تختار طريقتها في الحكم بعد الاستقلال. وقد أسفرت المفاوضات التي جرت في لندن في سبتمبر 1977 بين زعماء جزر سليمان والحكومة البريطانية عن صياغة مسودة نهائية للدستور حذفت منها الإشارة إلى الجمهورية. سمح إقرار البرلمان البريطاني لقانون جزر سليمان لعام 1978 للبلاد بأن تصبح دولة ذات سيادة وملكية دستورية مستقلة في 7 يوليو 1978، مع الملكة إليزابيث الثانية كرئيسة للدولة وملكة جزر سليمان.
مثّل الأمير ريتشارد، دوق جلوستر، الملكة في احتفالات الاستقلال في يوليو 1978. في 7 يوليو، بعد مراسم رفع العلم، أدى بادلي ديفيسي وبيتر كينيلوريا اليمين الدستورية كحاكم عام ورئيس وزراء على التوالي. قال الدوق الذي ألقى خطابه في بيجين: "اليوم يوم عظيم، هيمي تعال الآن. الوطن ملك لك يا رفيق، هيمي كبر، والملكة هيمي تريد كل شيء لك يا رفيق. تعال يا رفيق طويلًا أو سنحصل على سنوات، وداعًا تعال."

## تاج جزر سليمان وجوانبه
جزر سليمان هي واحدة من خمس عشرة دولة مستقلة، تُعرف باسم ممالك الكومنولث، والتي تتقاسم سيادتها مع ممالك أخرى في الكومنولث، حيث تكون علاقة الملك بجزر سليمان مستقلة تمامًا عن منصبه كملك لأي مملكة أخرى. وعلى الرغم من أن كل مملكة من ممالك الكومنولث — بما في ذلك جزر سليمان — تتقاسم نفس الشخص باعتباره ملكها، فإنها تتمتع بالسيادة والاستقلال عن الأخرى. يتم تمثيل ملك جزر سليمان بواسطة نائب الملك - الحاكم العام لجزر سليمان - في البلاد. قال الأمير ويليام، دوق كامبريدج، 2012: "هذه الأرض هي أجمل مكان يمكن تخيله، وشعب جزر سليمان من بين أكثر الشعوب لطفًا وودًا التي قابلناها على الإطلاق. أخبرتنا الملكة أن الأمر سيكون كذلك، وكما حدث مع الكثير من الأمور الأخرى في حكمها الطويل، كانت جلالتها محقة تمامًا".
منذ استقلال جزر سليمان في عام 1978، كان للتاج الوطني طابع مشترك وآخر منفصل، وكان دور الملك كملك لجزر سليمان مميزًا عن وضعه كملك لأي مملكة أخرى، بما في ذلك المملكة المتحدة. وبذلك توقفت الملكية عن كونها مؤسسة بريطانية حصرية، وأصبحت في جزر سليمان مؤسسة سليمانية أو مؤسسة "مدجنة". يتضح هذا التقسيم بعدة طرق: على سبيل المثال، يحمل الملك لقبًا فريدًا خاصًا بجزر سليمان ، وعندما يتصرف علنًا كممثل لجزر سليمان على وجه التحديد، فإنه يستخدم، حيثما أمكن، الرموز الوطنية لجزر سليمان، بما في ذلك العلم الوطني للبلاد، والرموز الملكية الفريدة، وما شابه ذلك. كما أن وزراء حكومة جزر سليمان فقط هم من يستطيعون تقديم المشورة للملك بشأن المسائل المتعلقة بجزر سليمان. في جزر سليمان، يشار إلى الشخصية القانونية للدولة باسم "جلالة الملك بحق جزر سليمان" أو "التاج بحق جزر سليمان".

## عنوان
على الرغم من أن الملكة إليزابيث الثانية أصبحت رئيسة دولة جزر سليمان عند الاستقلال في عام 1978، إلا أنه لم يتم إقرار قانون الأسلوب والألقاب الملكية لعام 2013 من قبل البرلمان الوطني إلا في عام 2013، والذي منح الملك قانونًا أسلوبًا وألقابًا منفصلة فيما يتعلق بجزر سليمان. عند بدء العمل بهذا القانون، أصبح اللقب والألقاب الرسمية للملكة هي: إليزابيث الثانية، بفضل الله، ملكة جزر سليمان وممالكها وأقاليمها الأخرى، رئيسة الكومنولث. كانت هذه الأنماط والألقاب الجديدة مستخدمة بالفعل بشكل غير قانوني منذ عام 1988، عندما تم تضمينها في دليل وزارة الخارجية والتجارة الخارجية.
منذ تولي الملك تشارلز الثالث العرش، أصبح لقب الملك هو: تشارلز الثالث، بفضل الله، ملك جزر سليمان وممالكه وأقاليمه الأخرى، رئيس الكومنولث .
عندما زارت الملكة إليزابيث الثانية جزر سليمان لأول مرة في عام 1974، أعطاها الزعيم سيمون كاريكوونجي من ستار هاربور لقب"حامية الشعب".

## قسم الولاء
باعتباره تجسيدًا للدولة، فإن الملك هو موضع قسم الولاء. يتم ذلك ردًا على قسم التتويج الذي يتعهد فيه الملك بحكم شعوب ممالكهم "وفقًا لقوانينهم وعاداتهم الخاصة".قسم الولاء في جزر سليمان هو:
"أنا (الاسم) أقسم [أو أؤكد رسميًا] أنني سأكون مخلصًا وأحمل الولاء الحقيقي لجلالة الملك تشارلز الثالث وورثته وخلفائه، وفقًا للقانون. [فليعينني الله."

## خلافة
مثل بعض الممالك، تخضع جزر سليمان لقانون المملكة المتحدة لتحديد خط الخلافة.
تتم الخلافة عن طريق البكورية المطلقة التي تحكمها أحكام قانون خلافة التاج لعام 2013، بالإضافة إلى قانون التسوية لعام 1701، ووثيقة الحقوق لعام 1689. يقتصر هذا التشريع على الخلافة على الأبناء الطبيعيين (غير المتبنين ) الشرعيين لصوفيا، ناخبة هانوفر ، وينص على أن الملك لا يمكن أن يكون كاثوليكيًا رومانيًا، ويجب أن يكون على اتصال بكنيسة إنجلترا عند اعتلائه العرش. على الرغم من أن هذه القوانين الدستورية، كما تنطبق على جزر سليمان، لا تزال تقع ضمن سيطرة البرلمان البريطاني، فإن كل من المملكة المتحدة وجزر سليمان لا يمكنهما تغيير قواعد الخلافة دون موافقة إجماعية من الممالك الأخرى، ما لم يتم ترك علاقة الملكية المشتركة صراحةً؛ وهو الوضع الذي ينطبق بشكل متطابق على جميع الممالك الأخرى، والذي تم تشبيهه بمعاهدة بين هذه البلدان.
عند وفاة الملك أو تنازله عن العرش، من المعتاد أن يتم الإعلان علنًا عن تولي الملك الجديد العرش من قبل الحاكم العام في العاصمة هونيارا، بعد توليه العرش. وبغض النظر عن أي إعلانات، فإن وريث الملك الراحل يخلفه على الفور وبشكل تلقائي، دون الحاجة إلى تأكيد أو مراسم أخرى. وتلي ذلك أيضًا فترة حداد مناسبة، يتم خلالها تنكيس الأعلام في جميع أنحاء البلاد تكريمًا للملك الراحل. ومن المرجح أن يصبح يوم الحداد لإحياء ذكرى الملك الراحل عطلة رسمية.

## الدور الدستوري والامتياز الملكي
في عام 1975، قرر شعب هذا البلد التوصية للجنة الدستورية آنذاك بأن تصبح جلالة الملكة رئيسة للدولة. وقد تم ترسيخ هذا الرأي في دستورنا للاستقلال في عام 1978. يمنح دستور جزر سليمان جزر سليمان نظامًا برلمانيًا حكوميًا مشابهًا للنظام المتبع في دول الكومنولث الأخرى. تقع كافة السلطات التنفيذية لشعب جزر سليمان على عاتق الملك، الذي يمثله في البلاد حاكم عام - يعينه الملك وفقًا لخطاب من البرلمان الوطني.
إن دور الملك والحاكم العام هو دور قانوني وعملي؛ حيث يُنظر إلى التاج باعتباره مؤسسة تتقاسم أجزاؤها سلطة الكل، مع كون الملك هو الشخص في مركز البناء الدستوري.  يُشار إلى حكومة جزر سليمان رسميًا أيضًا باسم حكومة جلالة الملك في جزر سليمان.
السلطات الواسعة التي تنتمي إلى التاج تُعرف مجتمعة باسم الامتياز الملكي، والذي يتضمن العديد من الصلاحيات مثل القدرة على عقد المعاهدات أو إرسال السفراء، بالإضافة إلى واجبات معينة مثل الدفاع عن المملكة والحفاظ على سلام الملك.

## تنفيذي
رئيس الوزراء، الذي يرأس مجلس وزراء جزر سليمان، مسؤول عن تقديم المشورة للملك أو الحاكم العام حول كيفية تنفيذ سلطاتهم التنفيذية على جميع جوانب العمليات الحكومية والشؤون الخارجية. إن دور الملك، وبالتالي دور نائب الملك، هو دور رمزي وثقافي بالكامل تقريبًا، حيث يعمل كرمز للسلطة القانونية التي تعمل بموجبها جميع الحكومات والوكالات، بينما يوجه مجلس الوزراء استخدام الامتياز الملكي، والذي يتضمن امتياز إعلان الحرب، والحفاظ على سلام الملك، وكذلك تحديد موعد الانتخابات العامة. ومع ذلك، من المهم أن نلاحظ أن الامتياز الملكي ينتمي إلى التاج وليس إلى أي من الوزراء، على الرغم من أنه قد يبدو في بعض الأحيان بهذه الطريقة. هناك أيضًا بعض الواجبات التي يقوم بها الملك على وجه التحديد، مثل تعيين الحاكم العام.
يتم انتخاب رئيس الوزراء من قبل أعضاء البرلمان الوطني وفقًا للمادة 33 من الدستور الوطني، في اجتماع يدعو إليه الحاكم العام بعد كل انتخابات أو في حالة شغور المنصب. ويعين الحاكم العام أيضًا مجلس الوزراء، بناءً على توجيهات رئيس الوزراء. يتم إبلاغ الملك من قبل نائبه بقبول استقالة رئيس الوزراء وأداء رئيس وزراء جديد وأعضاء آخرين في الوزارة للقسم، ويظل مطلعًا بشكل كامل من خلال الاتصالات المنتظمة من وزرائه في جزر سليمان. يتم تعيين أعضاء مختلف الوكالات التنفيذية والمسؤولين الآخرين من قبل التاج.

## الشؤون الخارجية
ويمتد الامتياز الملكي أيضًا إلى الشؤون الخارجية: حيث يجوز للملك أو الحاكم العام التفاوض والتصديق على المعاهدات والتحالفات والاتفاقيات الدولية؛ ولا يلزم الحصول على موافقة برلمانية. ومع ذلك، لا يمكن للمعاهدة أن تغير القوانين المحلية لجزر سليمان؛ وفي مثل هذه الحالات يكون صدور قانون من البرلمان ضروريا. كما يقوم الحاكم العام، نيابة عن الملك، باعتماد المفوضين الساميين والسفراء لجزر سليمان، ويستقبل الدبلوماسيين من الدول الأجنبية.
بالإضافة إلى ذلك، فإن إصدار جوازات السفر يقع ضمن الاختصاص الملكي، وبالتالي يتم إصدار جميع جوازات السفر في جزر سليمان باسم الحاكم العام، وهو نائب الممثل الملكي للملك.

## البرلمان
لا يتم سن جميع القوانين في جزر سليمان إلا بمنح الحاكم العام الموافقة الملكية باسم الملك، والتي لا يمكن رفضها ويجب منحها "على الفور". كما يقوم نائب الملك باستدعاء البرلمان وتأجيله وحله ؛ وبعد ذلك، عادة ما يتم إسقاط أوامر إجراء الانتخابات العامة من قبل الحاكم العام في دار الحكومة في هونيارا.
تتميز الدورة البرلمانية الجديدة بالافتتاح الرسمي للبرلمان، حيث يقرأ الملك أو الحاكم العام خطاب العرش.

## المحاكم
إن الملك مسؤول عن تحقيق العدالة لجميع رعيته، ولهذا السبب يعتبر تقليديًا مصدر العدالة . في جزر سليمان، تعتبر الجرائم الجنائية قانونيًا جرائم ضد الملك، وتقام الإجراءات الخاصة بالجرائم التي تستوجب الاتهام باسم الملك في شكل الملك [أو الملكة] ضد [الاسم] ، أو الملك [أو ريجينا] ضد [الاسم] أو الملك ضد [الاسم] . ومن ثم، فإن القانون العام ينص على أن الملك "لا يمكن أن يرتكب خطأ"؛ ولا يمكن محاكمة الملك في محاكمه الخاصة بتهمة ارتكاب جرائم جنائية.
يمكن للحاكم العام أيضًا، نيابة عن ملك جزر سليمان، منح الحصانة من الملاحقة القضائية، وممارسة الامتياز الملكي للرحمة، والعفو عن الجرائم ضد التاج، إما قبل أو أثناء أو بعد المحاكمة. ويرد وصف منح العفو وتبديل أحكام السجن في المادة 45 من الدستور. يتم تعيين قضاة المحكمة العليا في جزر سليمان من قبل الحاكم العام، بناءً على مشورة لجنة الخدمة القضائية والقانونية.

## الدور الثقافي
يعد عيد ميلاد الملك الرسمي عطلة رسمية في جزر سليمان حيث يتم الاحتفال به عادة في ثاني يوم سبت من شهر يونيو من كل عام. ويعتبر أحد أهم الأحداث السنوية في البلاد. يبدأ اليوم بأداء فرقة الموسيقى العسكرية للشرطة في العاصمة هونيارا. تقام التجمعات في جميع أنحاء الجزر، تليها الأحداث الرياضية والرقص التقليدي، وتستمر الاحتفالات والحفلات حتى وقت متأخر من الليل. يلقي الحاكم العام خطابًا بمناسبة عيد ميلاد الملك، ويتم منح الأوسمة والميداليات لأولئك الذين قدموا خدمات لجزر سليمان.

## التاج والشرف
في ممالك الكومنولث، يعتبر الملك هو مصدر الشرف. وعلى نحو مماثل، يمنح الملك، بصفته حاكم جزر سليمان، الجوائز والأوسمة في جزر سليمان باسمه. يتم منح معظم هذه الجوائز في كثير من الأحيان بناءً على نصيحة "وزراء جلالة الملك في جزر سليمان".
في مارس 1981، تم تفويض الحاكم العام السير بادلي ديفيسي بموجب أمر ملكي لتأسيس تنظيم وسام جزر سليمان. يتألف هذا الوسام من ثلاث درجات: نجمة جزر سليمان، وصليب جزر سليمان، وميدالية جزر سليمان. في عام 1982، أصبحت الملكة إليزابيث الثانية أول من حصل على وسام نجمة جزر سليمان، وتم منح نفس التكريم للملك تشارلز الثالث في عام 2024.

## التاج وقوات الشرطة
تُعرف قوة شرطة جزر سليمان باسم "قوة شرطة جزر سليمان الملكية". كانت تُعرف سابقًا بقوة شرطة جزر سليمان، وقد حصلت القوة على بادئة "ملكية" من الملكة إليزابيث الثانية في عام 1978.
تقع التاج على قمة قوة شرطة جزر سليمان الملكية. بموجب قانون الشرطة لعام 2013، يتعين على جميع الضباط في قوة الشرطة أن يقسموا قسم الولاء لملك جزر سليمان، قبل تولي مناصبهم. القسم الحالي هو:
"أنا (الاسم) أقسم بالله العظيم أني سأخدم جلالته الملك تشارلز الثالث ملك جزر سليمان على أكمل وجه، وأنني سأنفذ صلاحيات وواجبات منصبي بأمانة وإخلاص واجتهاد دون محاباة أو عاطفة أو حقد أو سوء نية تجاه أي شخص، وأنني سأطيع قوانين جزر سليمان وأدعمها وأحافظ عليها. وسأسعى إلى تحقيق السلام والحفاظ عليه قدر استطاعتي، وسأمنع جميع الجرائم ضد السلام بأفضل ما لدي من مهارات وخبرات، وأقوم بجميع الواجبات بأمانة وفقًا للقانون".
يظهر تاج القديس إدوارد على شارات وشعارات رتب قوات الشرطة، مما يوضح أن النظام الملكي هو مركز السلطة.

## الزيارات الملكية
الملكة بلونج يومي ودوق بلونج إدنبرة يخبرانني بذكريات طيبة عن الوقت الطويل الذي قضيناه في زيارة هذه الجزر.
( أخبرتني ملكتنا ودوق إدنبرة أن لديهما ذكريات طيبة عن الوقت الذي قضياه في زيارة هذه الجزر.) تشارلز، أمير ويلز، 2019
قام أفراد العائلة المالكة بزيارة جزر سليمان من وقت لآخر. قام الأمير فيليب، دوق إدنبرة، بزيارة الجزر في عامي 1959 و1971. قام دوق ودوقة كنت بزيارة البلاد في عام 1969.
زارت الملكة إليزابيث الثانية المنطقة لأول مرة في عام 1974، برفقة الأمير فيليب والأميرة آن والكابتن مارك فيليبس واللورد ماونت باتن ، خلال جولة في المنطقة.  في عام 1978، مثّل الأمير ريتشارد دوق جلوستر الملكة في احتفالات الاستقلال. قامت الملكة وزوجها بزيارة الجزر مرة أخرى في أكتوبر 1982 بعد حضور دورة ألعاب الكومنولث في أستراليا.
زار دوق ودوقة جلوسيستر البلاد في أغسطس 2008. حضروا عرضًا احتفاليًا بالذكرى الثلاثين للاستقلال، أعقبه قداس كنسي مسكوني في كنيسة كاتدرائية القديس برنابا الأنجليكانية. خلال زيارتهما، زار الزوجان مدرسة الملك جورج السادس، ومستشفى الإحالة الوطني، ومعسكر RAMSI في منتجع شاطئ جوادالكانال، والنصب التذكاري للحرب الأمريكية في سكايلاين. كما ألقى الدوق كلمة أمام البرلمان الوطني بمناسبة انتهاء الزيارة.
قام الأمير وليام وكاثرين، دوق ودوقة كامبريدج، بزيارة البلاد في سبتمبر 2012 للاحتفال باليوبيل الماسي للملكة. خلال الزيارة، استمتع الدوق والدوقة بعروض مزمار القربان المقدس والأزياء التقليدية ورحلة إلى جزيرة خلابة. وفي قرية ثقافية، شاهد الزوجان عروضاً قدمها أشخاص يمثلون المقاطعات التسع التي تشكل الأمة. وفي هونيارا، حضر الدوق والدوقة حفلًا تذكاريًا لمراقبي السواحل. خلال الزيارة، سافر الزوجان أيضًا على متن زورق حربي تقليدي بين جزيرتي مارابا وتافانيبو.
زار الأمير تشارلز أمير ويلز البلاد في نوفمبر 2019. أثناء الزيارة، حضر قداس الشكر في كاتدرائية القديس برنابا الأنجليكانية، وشارك في مراسم وضع إكليل الزهور في النصب التذكاري لكشافة جزر سليمان ومراقبي السواحل، وألقى كلمة أمام البرلمان الوطني.

## الجمهورية المقترحة
في وقت الاستقلال، قيل إن المجالس المحلية المرتبطة بحركة ماسينا رورو السابقة كانت تفضل الاحتفاظ بالنظام الملكي، في حين فضلت أغلبية الجمعية التشريعية التحول إلى جمهورية.
في الانتخابات العامة لعام 1980 ، ظهر حزب جزر سليمان المتحدة بقيادة رئيس الوزراء بيتر كينيلوريا باعتباره الحزب الأكبر، حيث خاض الانتخابات على أساس برنامج تضمن استبدال النظام الملكي برئاسة احتفالية أصلية. تم استبدال كينيلوريا بعد ذلك كرئيس للوزراء من قبل خصمه سليمان مامالوني، الذي فضل الرئاسة التنفيذية وعين لجنة لمراجعة الدستور على هذا الأساس. ومع ذلك، هُزم مامالوني في انتخابات عام 1984 وتم حل اللجنة.
وفي عام 1987، عيّن رئيس الوزراء إيزيكييل أليبوا لجنة لمراجعة الدستور برئاسة مامالوني. أوصى تقرير اللجنة المقدم في عام 1988 مرة أخرى بإلغاء النظام الملكي كجزء من عملية أوسع نطاقًا للتوطين، مع السماح فقط لسكان جزر سليمان الأصليين بتولي منصب الرئيس. كان من المفترض أن يتمتع الرئيس الجديد بسلطات أكبر من تلك التي يتمتع بها الحاكم العام، مثل سلطات أكبر لحل البرلمان بمبادرة منه، ولكن دون رئاسة تنفيذية كاملة.  أعيد انتخاب مامالوني رئيسًا للوزراء في عام 1989، لكنه فشل في تنفيذ توصيات اللجنة.
بدأت عملية أخرى لمراجعة الدستور استجابة للاضطرابات المدنية التي اندلعت في جزر سليمان في أواخر التسعينيات، حيث ألزمت اتفاقية تاونزفيل للسلام لعام 2000 الحكومة بإنشاء مجلس دستوري. تصور مشروع قانون الدستور الفيدرالي لجزر سليمان لعام 2004 الناتج عن العملية أن تصبح جزر سليمان جمهورية فيدرالية. في عام 2007، أنشأت الحكومة الكونجرس الدستوري، الذي أنتج مسودات دساتير فيدرالية أخرى في عامي 2009 و2011؛ ونص الأخير على إعادة تسمية البلاد بجمهورية جزر سليمان الفيدرالية الديمقراطية. أصدرت حكومة جزر سليمان مسودة دستور منقحة لجمهورية جزر سليمان في عام 2018.[3]
في عام 2022، وعد رئيس الوزراء ماناسيه سوغافاري بإصدار الدستور الفيدرالي الجديد بحلول عام 2026. عدلت حكومة سوغافاري الدستور في عام 2023 لإنشاء عملية لإلغاء دستور عام 1978، بما في ذلك إنشاء جمعية تأسيسية من شأنها أن توافق على دستور نهائي بناءً على مسودة عام 2018 للتصويت البرلماني.
أظهر استطلاع للرأي أجراه مركز اللورد أشكروفت عام 2023 أن 59% من المشاركين في جزر سليمان يؤيدون رئيس دولة منتخب ديمقراطيًا مقارنة بـ 34% لصالح الحفاظ على النظام الملكي و7% لا يعرفون أو لن يصوتوا.

## قائمة ملوك جزر سليمان
| | إليزابيث الثانية (1926–2022) | 7 يوليو 1978  | 8 سبتمبر 2022 | إليزابيث ألكسندرا ماري | فيليب ماونتباتن | وندسور |
| الحكام العامون: السير باديلي ديفيسي ، السير جورج ليبينج ، السير موسى بيتاكاكا ، السير جون لابلي ، السير ناثانيال واينا ، السير فرانك كابوي ، السير ديفيد فوناجي. رؤساء الوزراء: بيتر كينيلوريا ، سليمان مامالوني ، حزقيال أليبوا ، فرانسيس بيلي هيلي ، بارثولوميو أولوفالو ، ماناسيه سوغافاري ، ألان كيماكيزا ، سنيدر ريني ، ديريك سيكوا ، داني فيليب ، جوردون دارسي ليلو ، ريك هونيبويلا | إليزابيث الثانية (1926–2022) |               |               |                        |                 |        |
| | تشارلز الثالث (مواليد 1948)  | 8 سبتمبر 2022 | حاضر          | تشارلز فيليب آرثر جورج | كاميلا شاند     | وندسور |
| الحكام العامون: السير ديفيد فوناجي ، ديفيد تيفا كابو رؤساء الوزراء: منسى سوغافاري ، إرميا مانيلي | تشارلز الثالث (مواليد 1948)  |               |               |                        |                 |        |